# La Doctoresse (film, 1913)
Pour les articles homonymes, voir La Doctoresse.
Pour plus de détails, voir Fiche technique et Distribution.
La Doctoresse est un film muet français d'un réalisateur inconnu, produit par la Société des Établissements L. Gaumont, sorti en 1913.

## Fiche technique
- Titre : La Doctoresse*
- Réalisation : réalisateur inconnu
- Scénario :
- Photographie :
- Montage :
- Société de production : Société des Établissements L. Gaumont
- Société de distribution :
- Pays d'origine :  France
- Langue : film muet avec les intertitres en français
- Métrage : 298 mètres
- Format : Noir et blanc — 35 mm — 1,33:1 — Muet
- Genre :  Film dramatique
- Durée : 10 minutes
- Dates de sortie : 
  -  France : janvier 1913
  -  Royaume-Uni : 5 février 1913